# Kamni Vrh pri Primskovem
Kamni Vrh pri Primskovem este o localitate din comuna Šmartno pri Litiji, Slovenia, cu o populație de 6 locuitori.